# Eugenio Ímaz Echeverría
Eugenio Ímaz Echeverría (Sant Sebastià, 14 de juny de 1900 - Veracruz, 28 de gener de 1951) va ser un filòsof i traductor basc.
Llicenciat en Dret i en Filosofia i Lletres per la Universitat Central de Madrid (1925 i 1929, respectivament), a través d'una beca de la Junta d'Ampliació d'Estudis va viatjar a Alemanya on va treballar en diferents universitats i va completar la seva formació durant dos anys.
Actiu en diverses publicacions (Revista de Occidente, Cruz y Raya, etc), col·laborà amb bona part dels intel·lectuals de l'època com Luis Cernuda, Miguel Hernández, Dámaso Alonso, Wenceslao Roces o Pedro Salinas.
En finalitzar la guerra civil es va veure obligat a l'exili en Mèxic, on aviat va participar en la constitució de la Junta de Cultura Espanyola com a sotssecretari sota la direcció de José Bergamín. Allí va continuar la seva labor publicant a España Peregrina i Romance, mentre que s'incorporà a la Universitat Nacional Autònoma de Mèxic com a professor de la facultat de Filosofia i Lletres.
Va continuar fins a la seva defunció la labor com a traductor d'obres de l'alemany, entre les quals destaca la de Wilhelm Dilthey, així com de Jacob Burckhardt, Ernst Cassirer i Kant.